# Abe Carver
Pour les articles homonymes, voir Carver.
 (septembre 2008).
Si vous disposez d'ouvrages ou d'articles de référence ou si vous connaissez des sites web de qualité traitant du thème abordé ici, merci de compléter l'article en donnant les références utiles à sa vérifiabilité et en les liant à la section « Notes et références ».
Abraham Washington Carver dit Abe Carver est un personnage du soap-opéra américain Des jours et des vies. James Reynolds (en) l'interprète de 1981 à 2003, où le personnage est présumé mort, puis de 2004 à aujourd'hui. Il est commandant au commissariat de Salem.

## Histoire d'Abe Carver
Abe est natif de Salem avec ses deux frères Théo et Jonas. Il adore la justice déjà très jeune. Son frère Théo se fait tuer par un policier. Cela a amplifié la dévouée passion de celui-ci. Il entre à la police de Salem pour débarrasser la ville de toutes taches. Il veut surtout se débarrasser du criminel célèbre Stéfano Diméra.

## Anna Brady
Il enquête sur la disparition d'Anna Brady qui aurait été vendu pour un esclavage. Elle a signalé l'existence d'un compte bancaire secret en Suisse à son mari, Roman Brady.

## Nikki Wade
Abe eut une relation avec Nikki Wade mais ils ont rompu.

## AlexandraLexieBrooks
Abe se marie avec Lexie. Peu après, Lexie est à la recherche par Aremid de son dossier d'adoption. Elle découvre que Céleste Perrault, qu'elle avait toujours prise pour sa tante est en fait sa mère et que son père n'est autre qu'un ennemi juré d'Abe... Stéfano !
Le mariage est mis plusieurs fois en danger à cause de la présence de Stéfano.

## Marlèna et Stéfano à Paris
L'affaire suivante concerne le mariage de Jennifer et Peter. Abe s'investit dans l'enquête du meurtre de Tony Diméra (son beau-frère), puis Abe et Lexie vont à Paris pour sauver Marlèna de Stéfano. Ils trouvent Marlèna mais n'ont pas pu poursuivre Stéfano car il avait le remède pour sauver Roman. Abe, Lexie et John font donc sortir Stéfano de prison.

## L'affaire de l'échange des bébés
Plus tard, Hope se révèle être enceinte. Stéfano pensant être le père, décide de monter avec Rolf un plan diabolique. Alors qu'à la maternité, Abe et Lexie sont heureux d'avoir adopté Isaac, Stéfano traite les bracelets des bébés chimiquement de sorte que JT (le bébé d'Hope et Bo) soit échangé avec Isaac. Donc JT devient Isaac et Isaac devient JT. On apprend plus tard que Isaac (JT) est l'enfant de la nièce de Rolf, Marlo qui était alcoolique. Mais Marlo meure quand Rolf la pousse dans les escaliers après une dispute. Glen et Barb, un couple arrive à Salem. Glen est le père biologique d'Isaac (JT). C'était lui le petit-ami de Marlo. Le juge confie donc Isaac (JT) à Glen et Barb et le véritable Isaac est confié à Hope et Bo, qui le renomme Zack. Entre-temps, Stéfano a quitté Salem. Le jour du baptême de Zack, Rolf se déguise en curé et essaie d'empoisonner Zack avec l'eau bénite mais le plan échoue. Puis Lexie essaie d'enlever Zack, mais cela échoue encore. Le mariage d'Abe et Lexie bat de l'aile mais ils se réconcilient.

## Le retour du Phoenix Tony
Tony Diméra revient à Salem lors de la fête d'anniversaire de John et Marlèna. Il n'est pas mort. Il dit que Stéfano est mort dans ses bras après qu'il lui fait don de son sang pour aider Tony dans sa rare maladie.

## Brandon Walker
Brandon Walker arrive à Salem. Il éprouve une profonde haine contre Abe car celui-ci couchait avec sa mère. Lexie et Brandon couchent ensemble et Abe demande alors le divorce. Mickey essaie de le raisonner mais Abe ne veut rien entendre. Après la cérémonie d'adieu à Stéfano, Sami, amoureuse de Brandon et voulant l'éloigner de Lexie, cause délibérément un accident de voiture. Brandon va à son secours mais Abe vient et ils se battent. Brandon poignarde presque Abe. Lexie tombe alors enceinte de Brandon et donne naissance à Théo. Abe est révélé comme le père de Brandon. Abe et Brandon ont alors de meilleures relations. 

## Le « meurtre » d'Abe
Lors du baptême de Théo, Abe est la première victime de Marlèna. On le retrouve quelques mois plus tard sur l'île de Melaswen avec les autres victimes qui est une réplique parfaite de Salem.
Il a commencé à apparaître à Lexie et à Céleste. Il s'échappe avec les autres victimes de Melaswen.

## Aveugle
Il est réuni avec Théo et Lexie, mais devient aveugle et impuissant. Sa colère a éclaté pour laisser place à la paranoïa quand Lexie et TEK font l'amour. Le mariage est vacillant mais ils sont restés ensemble jusqu'à la disparition de Lexie le 29 décembre 2006. Il a récemment subi une deuxième transplantation de rétine. 

## Lexie retrouvée
Lexie est retrouvée et Abe est de retour au travail en tant que commissaire.